# Dickson Etuhu
Dickson Paul Etuhu (Kano, 8 giugno 1982) è un ex calciatore nigeriano con passaporto britannico, di ruolo centrocampista.

## Biografia
È fratello maggiore di Kelvin Etuhu, anch'egli calciatore.

## Carriera

### Club
Cresciuto a Londra, la sua prima tappa professionale è stata il Manchester City, con cui ha collezionato 12 presenze tra il 2000 e il 2002.
Passato al Preston North End per 300.000 sterline, vi rimane fino al novembre 2005 quando viene girato in prestito al Norwich, squadra che lo acquista a titolo definitivo nel gennaio seguente al costo di 450.000 sterline.
Durante l'estate 2007 si trasferisce al Sunderland per circa un milione e mezzo di sterline. Proprio con il Sunderland debutta in Premier League, visto che fino a quel momento aveva sempre giocato in Championship.
Un anno più tardi approda al Fulham, con cui gioca anche l'Europa League 2009-2010, segnando nell'ottavo di finale di andata a Torino contro la Juventus una rete poi risultata fondamentale ai fini della qualificazione degli inglesi. Etuhu giocherà titolare anche la finale, persa dal Fulham ai supplementari contro l'Atlético Madrid. Nel settembre 2010 ha firmato un'estensione contrattuale di tre anni fino al 2014.
Nell'agosto 2012 è stata ufficializzata la sua cessione al Blackburn Rovers. Due anni più tardi, nell'estate 2014, ha rescisso il contratto consensualmente con la società. Nei due anni in biancoblu era sceso in campo solo in 23 partite di campionato, con la complicità di alcuni infortuni.
A partire dal 2015 è stato un giocatore del club svedese dell'AIK, con cui ha firmato un biennale. Nel 2016 tuttavia ha giocato solo nelle prime due giornate di campionato, vista anche una serie di problemi fisici, ma anche per scelta del tecnico Rikard Norling. A fine stagione il suo contratto non è stato prolungato dalla dirigenza.
Nell'agosto 2017 ha accettato di iniziare a giocare part-time con l'IFK Rössjöholm, una squadra militante nella settima serie nazionale.

### Nazionale
Ha collezionato 20 presenze con la Nazionale nigeriana. Il debutto è avvenuto nell'ottobre 2007, pochi mesi prima di giocare la Coppa d'Africa 2008. Nel 2010 è stato convocato della Nigeria sia per la Coppa d'Africa che per i Mondiali sudafricani di quell'anno.

## Controversie
Nel novembre 2015 è stato arrestato presso un locale a Stureplan, nel centro di Stoccolma, con l'accusa di aver compiuto violenza e minacce insieme a un altro uomo nei confronti del personale di sicurezza del locale. Il processo penale si è concluso con l'assoluzione.
Etuhu è stato poi accusato di corruzione aggravata a seguito di una presunta proposta di combine avanzata all'ex compagno di squadra Kenny Stamatopoulos, il quale avrebbe dovuto giocare titolare in porta il 18 maggio 2017 contro l'IFK Göteborg al posto dello squalificato Oscar Linnér. Stamatopoulos tuttavia, oltre ad aver rifiutato la presunta offerta, avrebbe segnalato il tutto alla società, facendo rinviare la partita e dando di fatto il via a una serie di indagini da parte della polizia.
Al processo penale, inizialmente l'ex giocatore era stato dichiarato colpevole solo per il fatto che nel corso delle perquisizioni era stata rinvenuta della cocaina presso la sua dimora, ma nell'appello nel novembre 2019 egli è stato condannato anche per il tentativo di combine.

## Palmarès

### Club

#### Competizioni nazionali
- First Division: 1

Manchester City: 2001-2002